# 13222 Ітікавакадзуо
13222 Ітікавакадзуо (13222 Ichikawakazuo) — астероїд головного поясу, відкритий 27 липня 1997 року.
Тіссеранів параметр щодо Юпітера — 3,331.